# Depešák
Depešák je slangové označení příslušníka hudební subkultury, která byla v 80. letech 20. století ovlivněna hudbou a popkulturními znaky britské elektronické skupiny Depeche Mode. Anglická skupina byla magazínem Q označena jako „nejpopulárnější elektronická skupina, jakou kdy svět poznal“ a novinami Sunday Telegraph jako „jedna z největších britských popových skupin všech dob“. Termín se nejvíce používal v bývalém Československu, kde v 80. a 90. letech převládaly subkultury metalistů (posluchači inklinující k metalovému žánru) a depešáků. Přívrženci této subkultury považovali skupinu často za svůj „bezmezný vzor“.

## Znaky
Depešáci své filozofii přizpůsobovali i zevnějšek, kterému dominovala černá barva a účes podle vzoru členů skupiny: na bocích uhlazený sestřih s delšími vyčesanými vlasy na temeni. 